# Maria Eleonora di Jülich-Kleve-Berg
Maria Eleonora di Jülich-Kleve-Berg (Kleve, 16 giugno 1550 – Königsberg, 1º giugno 1608) è stata una principessa tedesca originaria del ducato di Jülich-Kleve-Berg e divenne duchessa consorte di Prussia.

## Biografia
Sposò nel 1573 il duca di Prussia Alberto Federico. Sette figli nacquero nella loro unione tra il 1576 e il 1586.
Nel 1591-1592, Maria Eleonora si recò con due delle sue figlie a Juliers per registrare le loro rivendicazioni sull'eredità di Kleve. In effetti, suo fratello, il duca Giovanni Guglielmo, non aveva figli. Anche dopo il suo secondo matrimonio, nel 1599, restava senza eredi. Maria Eleonora si occupò inoltre di trovare per le sue figlie delle alleanze interessanti, che si concretizzarono dal 1594 al 1607 con la casata di Hohenzollern e la casata di Sassonia-Wettin.
Nel 1609, alla morte di suo fratello, fu la figlia maggiore di Maria Eleonora, Anna, che ereditò il ducato di Kleve. Era sposata dal 1594 con l'elettore di Brandeburgo Giovanni Sigismondo. Il ducato di Kleve fu annesso al principato di Brandeburgo-Prussia che divenne nel 1701 il regno di Prussia. La politica di alleanze matrimoniali voluta da Maria Eleonora e dagli Hohenzollern giocò un ruolo determinante nella nascita del nuovo territorio, il futuro Stato prussiano, che si distaccò dal Sacro Romano Impero germanico e modificò progressivamente gli equilibri europei.
Suo marito Alberto Federico morì il 27 giugno 1618, vittima di pazzia mentale, e senza anch'egli eredi maschi.

## Matrimonio e discendenza
Maria Eleonora di Kleve sposò il duca Alberto Federico di Prussia il 14 ottobre 1573. Ebbero sette figli:
- Anna (Königsberg, 3 luglio 1576-Berlino, 9 aprile 1625);
- Maria (Königsberg, 1579-Bayreuth, 1649)
- Alberto Federico (Königsberg, 1580-Neuhausen, 1580):
- Sofia (31 marzo 1582-Goldingen, 24 dicembre 1610);
- Eleonora (1583-Berlino, 1607);
- Guglielmo Federico (1585-Königsberg, 1586);
- Maddalena Sibilla (Königsberg, 1586-Dresda, 1659).

## Ascendenza
|                                     |                     |                          | Genitori                    |  |  | Nonni |  |  | Bisnonni             |  |  | Trisnonni           |  |
|                                     |                     |                          |                             |  |  |       |  |  | Giovanni II di Kleve |  |  | Giovanni I di Kleve |  |
|                                     |                     |                          |                             |  |  |       |  |  | Giovanni II di Kleve |  |  | Giovanni I di Kleve |  |
|                                     |                     | Elisabetta di Nevers     |                             |  |  |       |  |  | Giovanni II di Kleve |  |  |                     |  |
| Giovanni III di Kleve               |                     |                          |                             |  |  |       |  |  | Giovanni II di Kleve |  |  |                     |  |
|                                     |                     | Matilde d'Assia          | …                           |  |  |       |  |  |                      |  |  |                     |  |
|                                     |                     | Matilde d'Assia          | …                           |  |  |       |  |  |                      |  |  |                     |  |
|                                     |                     | Matilde d'Assia          | …                           |  |  |       |  |  |                      |  |  |                     |  |
| Guglielmo di Jülich-Kleve-Berg      |                     | Matilde d'Assia          |                             |  |  |       |  |  |                      |  |  |                     |  |
|                                     |                     | Guglielmo di Jülich-Berg | Gerardo di Jülich-Berg      |  |  |       |  |  |                      |  |  |                     |  |
|                                     |                     | Guglielmo di Jülich-Berg | Gerardo di Jülich-Berg      |  |  |       |  |  |                      |  |  |                     |  |
|                                     |                     | Guglielmo di Jülich-Berg | Sofia di Sassonia-Lauenburg |  |  |       |  |  |                      |  |  |                     |  |
| Maria di Jülich-Berg                |                     | Guglielmo di Jülich-Berg |                             |  |  |       |  |  |                      |  |  |                     |  |
|                                     |                     | Sibilla di Hohenzollern  | Alberto III di Brandeburgo  |  |  |       |  |  |                      |  |  |                     |  |
|                                     |                     | Sibilla di Hohenzollern  | Alberto III di Brandeburgo  |  |  |       |  |  |                      |  |  |                     |  |
|                                     |                     | Sibilla di Hohenzollern  | Anna di Sassonia            |  |  |       |  |  |                      |  |  |                     |  |
| Maria Eleonora di Jülich-Kleve-Berg |                     | Sibilla di Hohenzollern  |                             |  |  |       |  |  |                      |  |  |                     |  |
|                                     | Filippo I d'Asburgo | Massimiliano I d'Asburgo |                             |  |  |       |  |  |                      |  |  |                     |  |
|                                     | Filippo I d'Asburgo | Massimiliano I d'Asburgo |                             |  |  |       |  |  |                      |  |  |                     |  |
|                                     | Filippo I d'Asburgo | Maria di Borgogna        |                             |  |  |       |  |  |                      |  |  |                     |  |
| Ferdinando I d'Asburgo              | Filippo I d'Asburgo |                          |                             |  |  |       |  |  |                      |  |  |                     |  |
|                                     |                     | Giovanna di Castiglia    | Ferdinando II d'Aragona     |  |  |       |  |  |                      |  |  |                     |  |
|                                     |                     | Giovanna di Castiglia    | Ferdinando II d'Aragona     |  |  |       |  |  |                      |  |  |                     |  |
|                                     |                     | Giovanna di Castiglia    | Isabella di Castiglia       |  |  |       |  |  |                      |  |  |                     |  |
| Maria d'Austria                     |                     | Giovanna di Castiglia    |                             |  |  |       |  |  |                      |  |  |                     |  |
|                                     |                     | Ladislao II di Boemia    | Casimiro IV di Polonia      |  |  |       |  |  |                      |  |  |                     |  |
|                                     |                     | Ladislao II di Boemia    | Casimiro IV di Polonia      |  |  |       |  |  |                      |  |  |                     |  |
|                                     |                     | Ladislao II di Boemia    | Elisabetta d'Asburgo        |  |  |       |  |  |                      |  |  |                     |  |
| Anna Jagellone                      |                     | Ladislao II di Boemia    |                             |  |  |       |  |  |                      |  |  |                     |  |
|                                     |                     | Anna di Foix-Candale     | Gastone II di Foix-Candale  |  |  |       |  |  |                      |  |  |                     |  |
|                                     |                     | Anna di Foix-Candale     | Gastone II di Foix-Candale  |  |  |       |  |  |                      |  |  |                     |  |
|                                     |                     | Anna di Foix-Candale     | Caterina di Navarra         |  |  |       |  |  |                      |  |  |                     |  |
|                                     |                     | Anna di Foix-Candale     |                             |  |  |       |  |  |                      |  |  |                     |  |